# Canyon de Colca
Le canyon de Colca est un canyon profond de 3 270 m situé au nord d'Arequipa au Pérou. Il était autrefois considéré comme le canyon le plus profond du monde, avant d'être détrôné par un canyon voisin, le canyon de Cotahuasi profond de 3 535 m. Son point culminant est à 4 350 m d'altitude et la rivière de Colca coule au fond de la vallée.

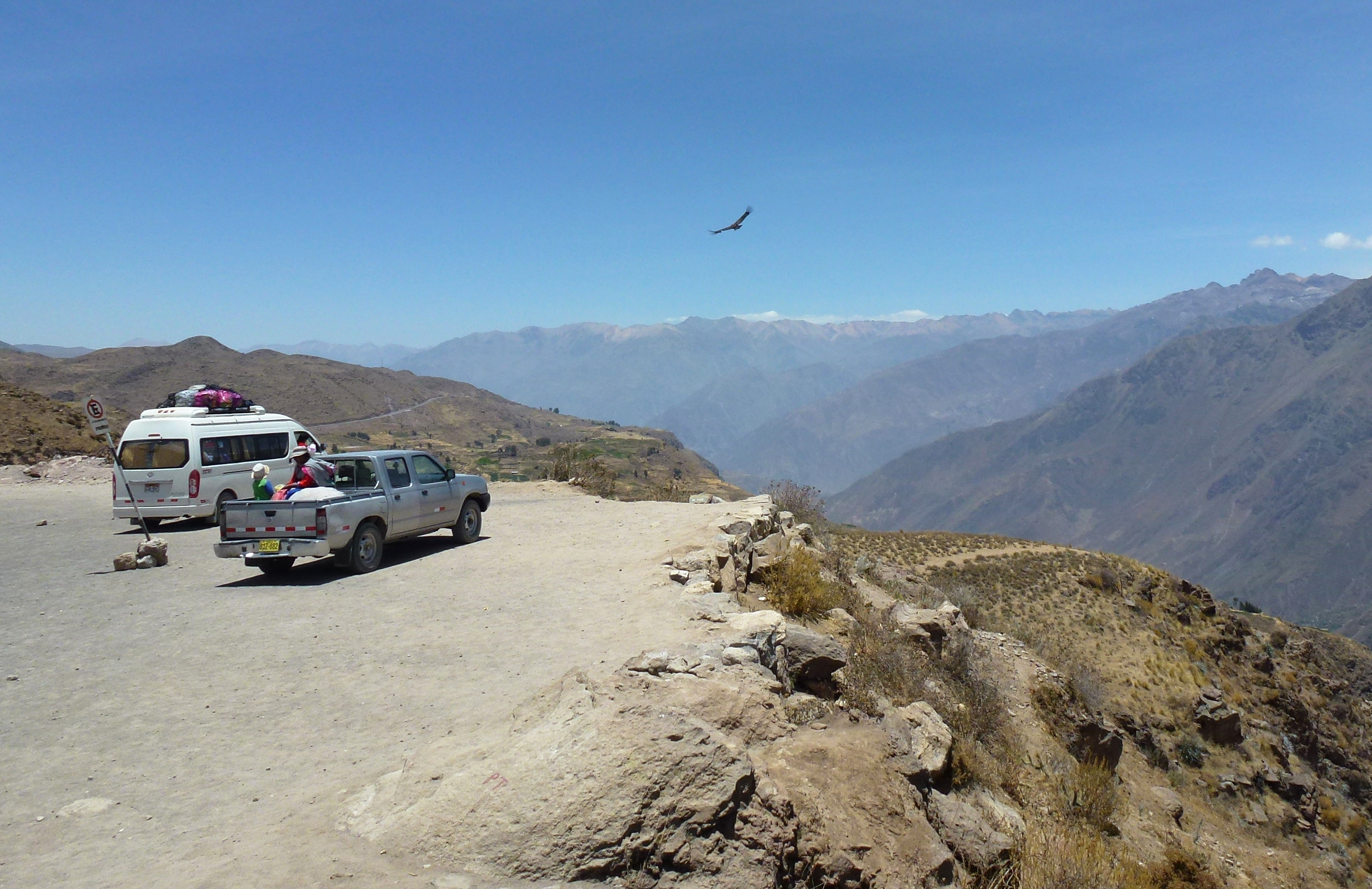
Belvédère naturel Cruz del Condor.

À environ 40 km de Chivay, le premier village de la route qui longe le canyon, on trouve un mirador naturel (appelé Cruz del Condor) d'où l'on peut voir planer des condors profitant des courants ascendants.
Après la ville de Chivay, le canyon devient de plus en plus étroit, la route devenant par endroits non carrossable. Quelques points de vue sur le canyon ont été aménagés.
On tombe alors sur la ville de Cabanaconde, d'où partent quelques treks en direction du fond du canyon, et de la rive opposée vers les villages de San Juan de Chucco, Tapay, Malata… Certains de ces villages ne sont à ce jour toujours pas reliés au réseau routier. Les mules sont les seuls moyens de transport pour alimenter en vivres (et autres biens) ces lieux reculés.
Au fond du canyon (soit plus de 1 000 m de dénivelé avec Cabanaconde), le village de Sangalle est surnommé l'Oasis et sert de refuge aux trekkeurs. Quelques lodges y ont été aménagés pour le repos du randonneur avant la remontée (1 à 2 h de marche intense). Des piscines avec eau naturelle y ont été construites.
Ce village n'est pas non plus relié au réseau routier.

## Galerie

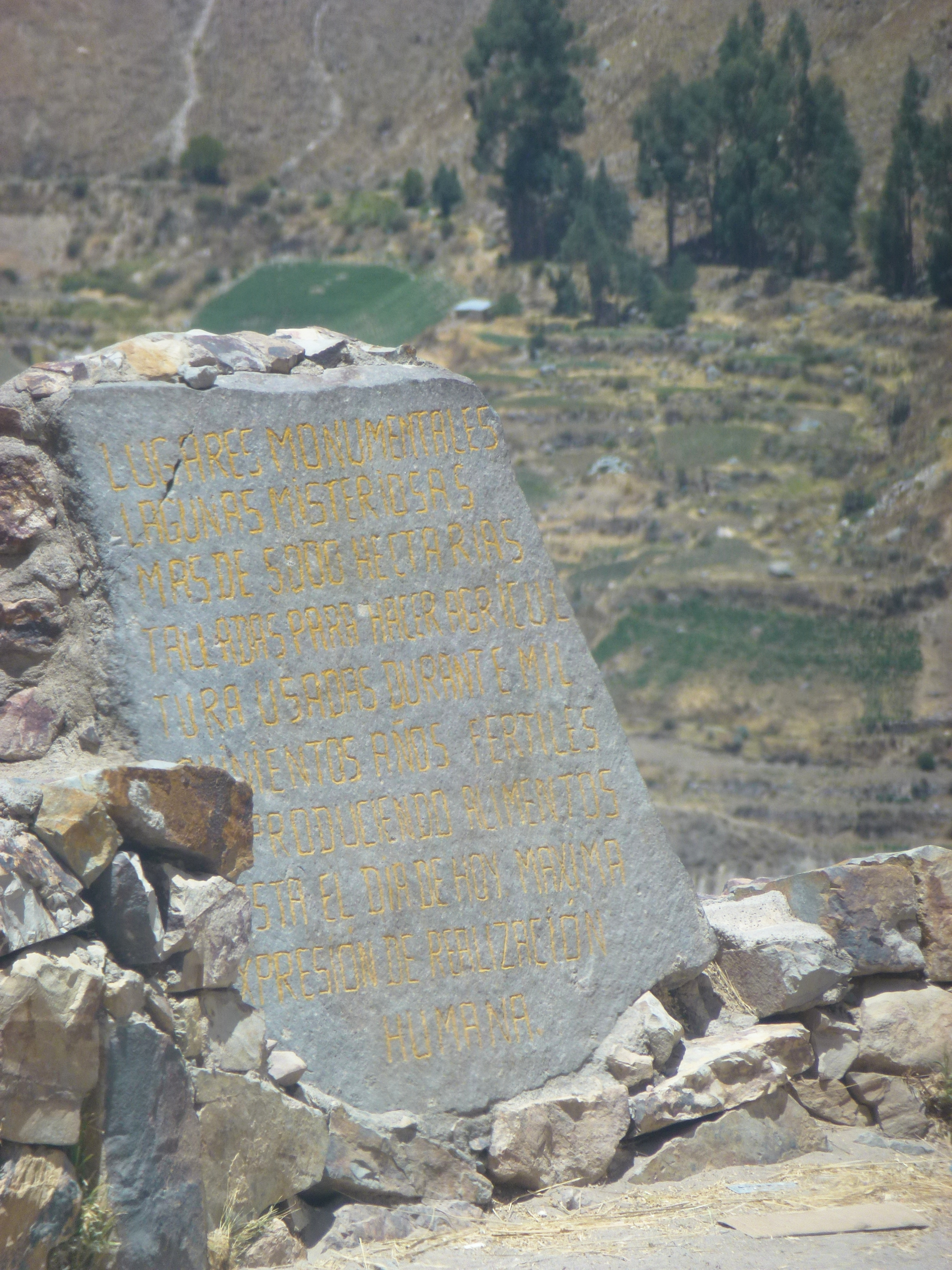
La stèle du Canyon de Colca
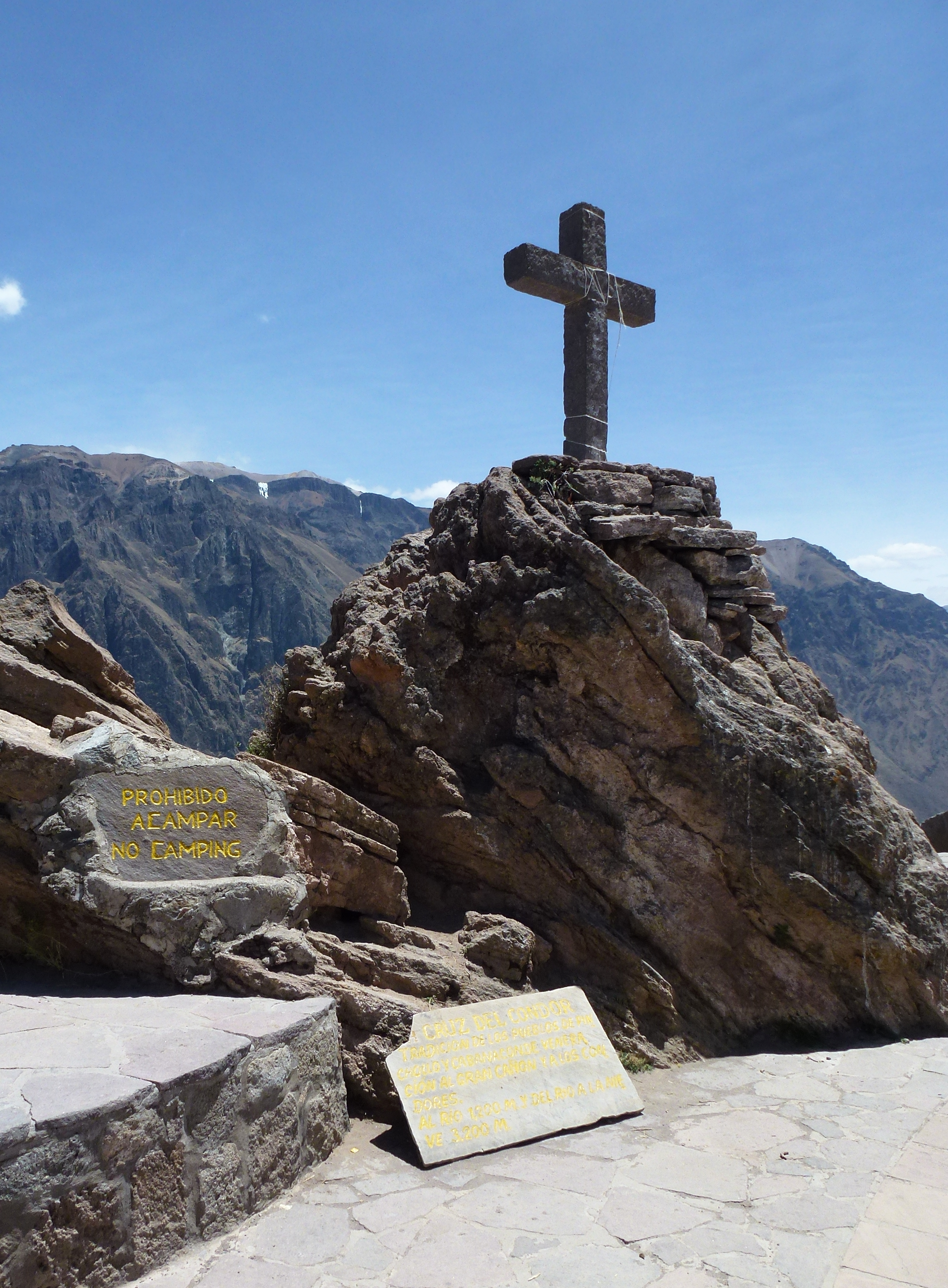
Cruz del Condor au Canyon de Colca
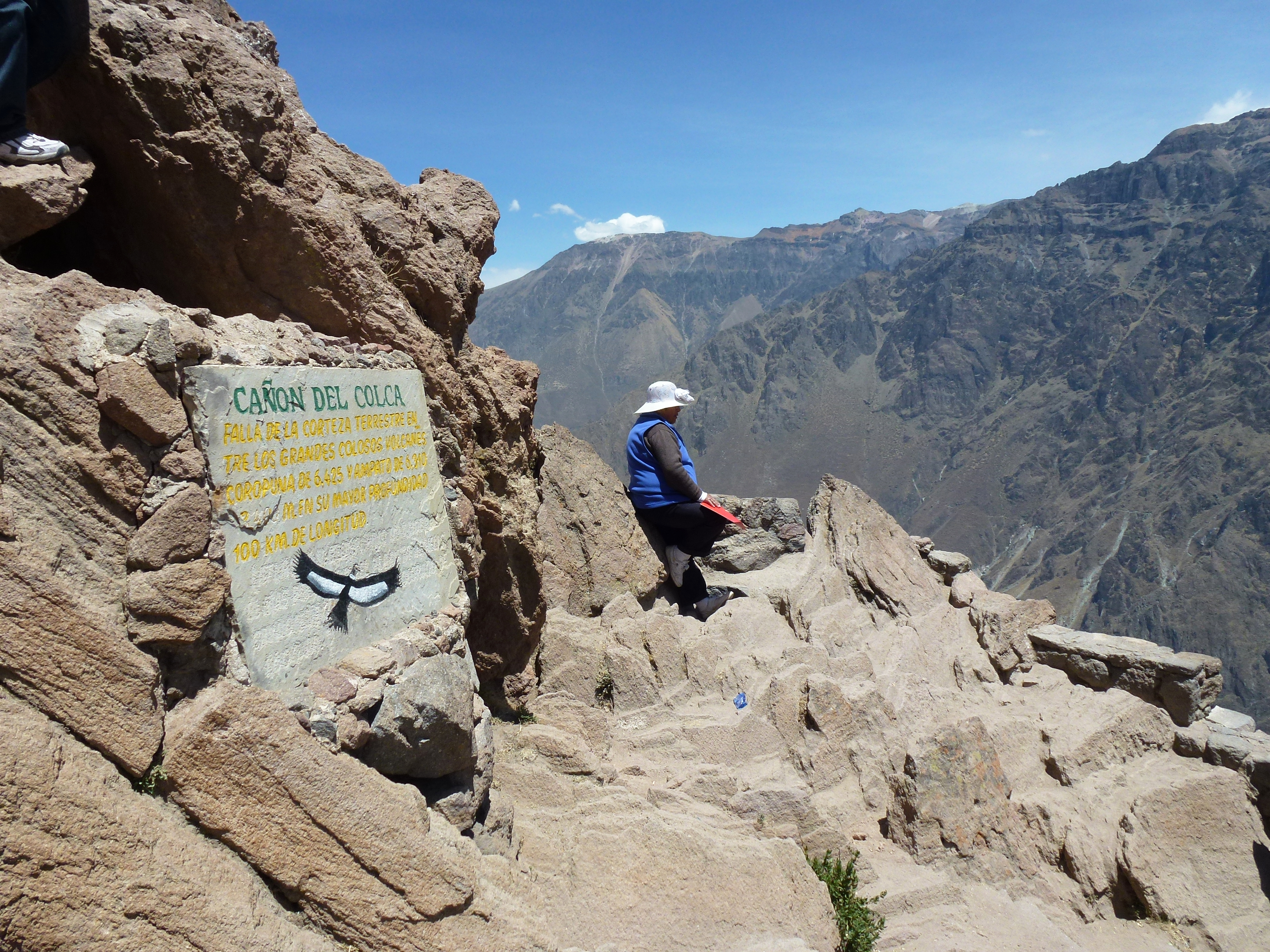
Cruz del Condor au Canyon de Colca
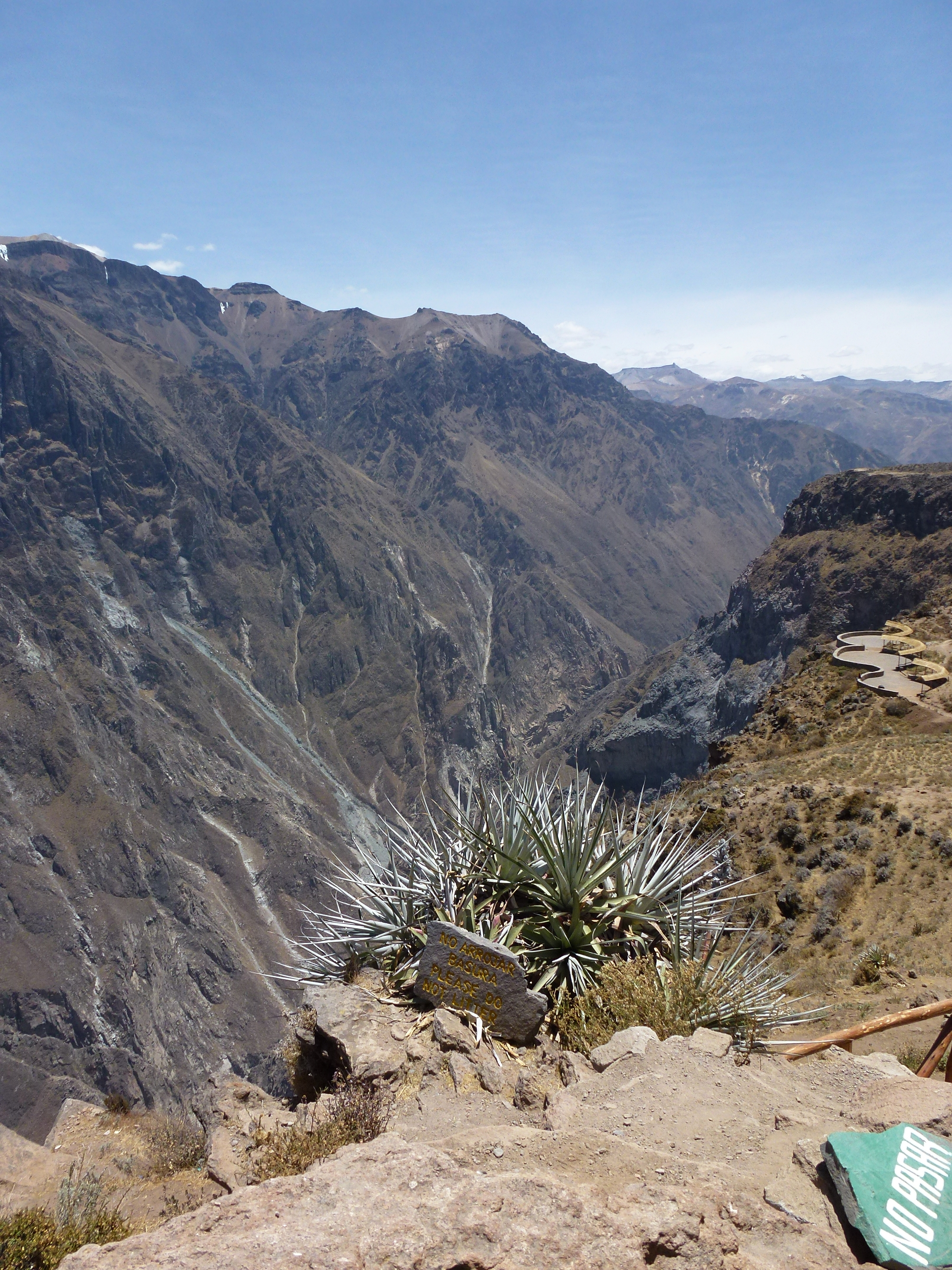
Le Canyon de Colca
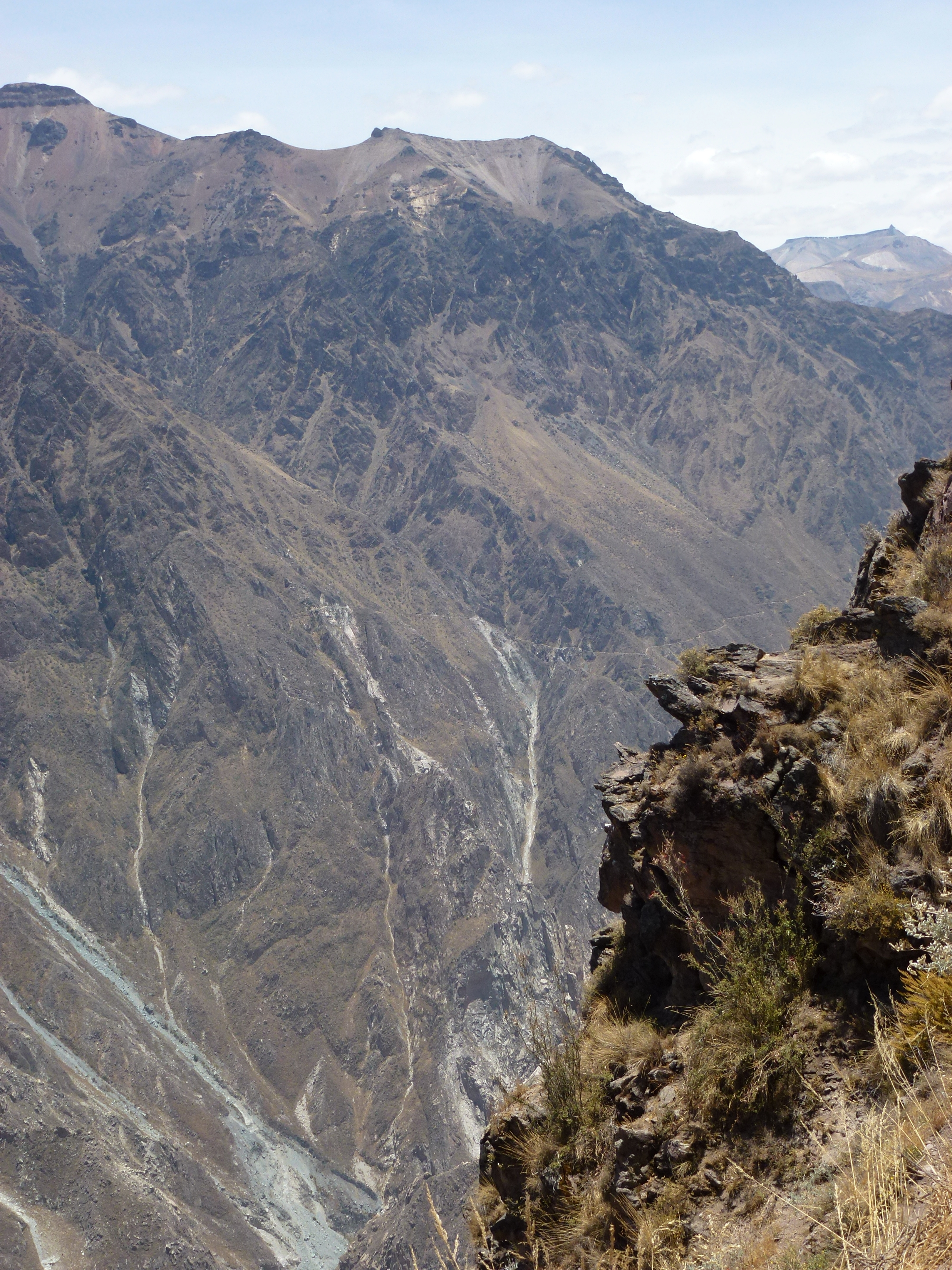
Le Canyon de Colca
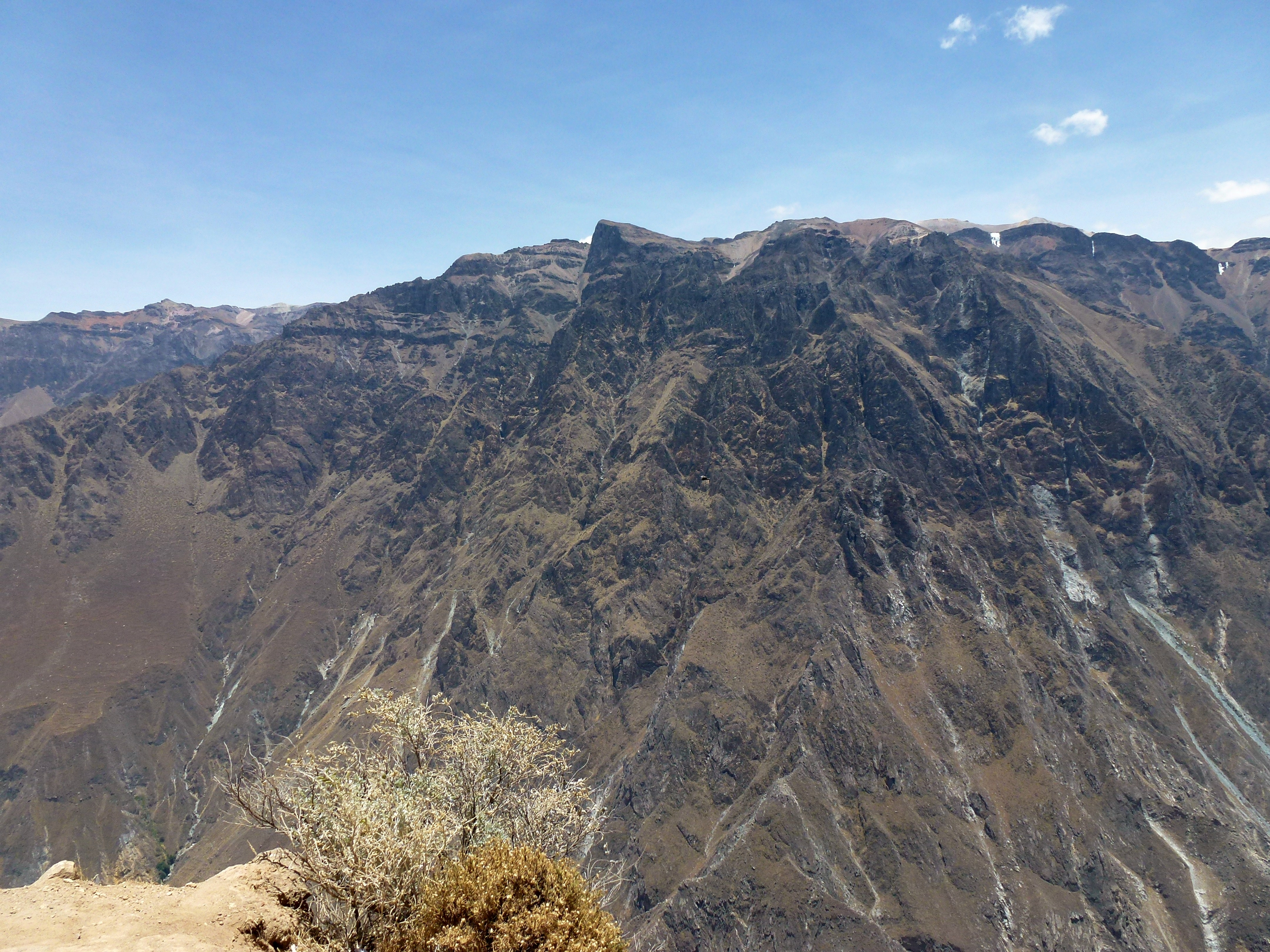
Le Canyon de Colca
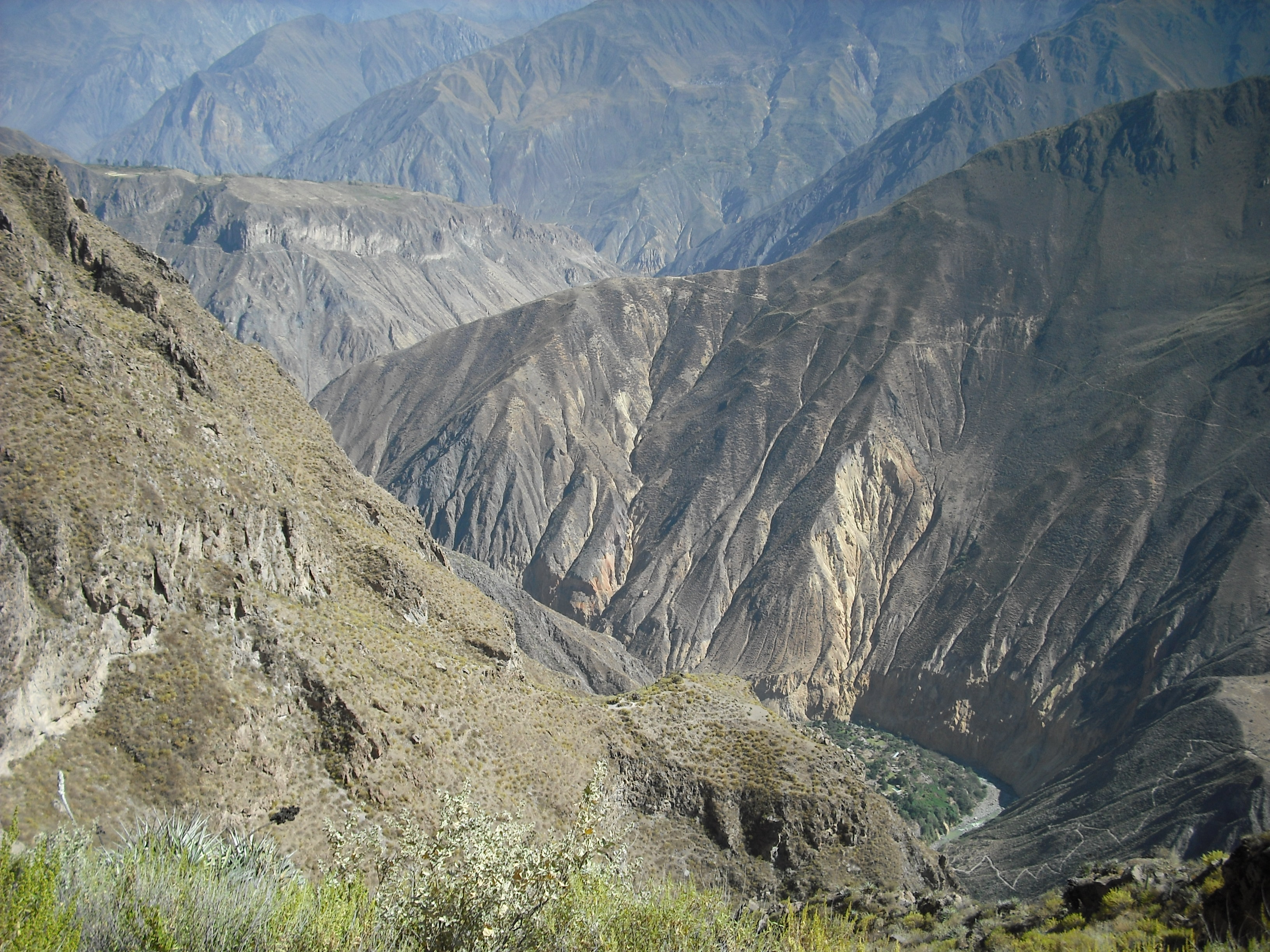
Le Canyon de Colca
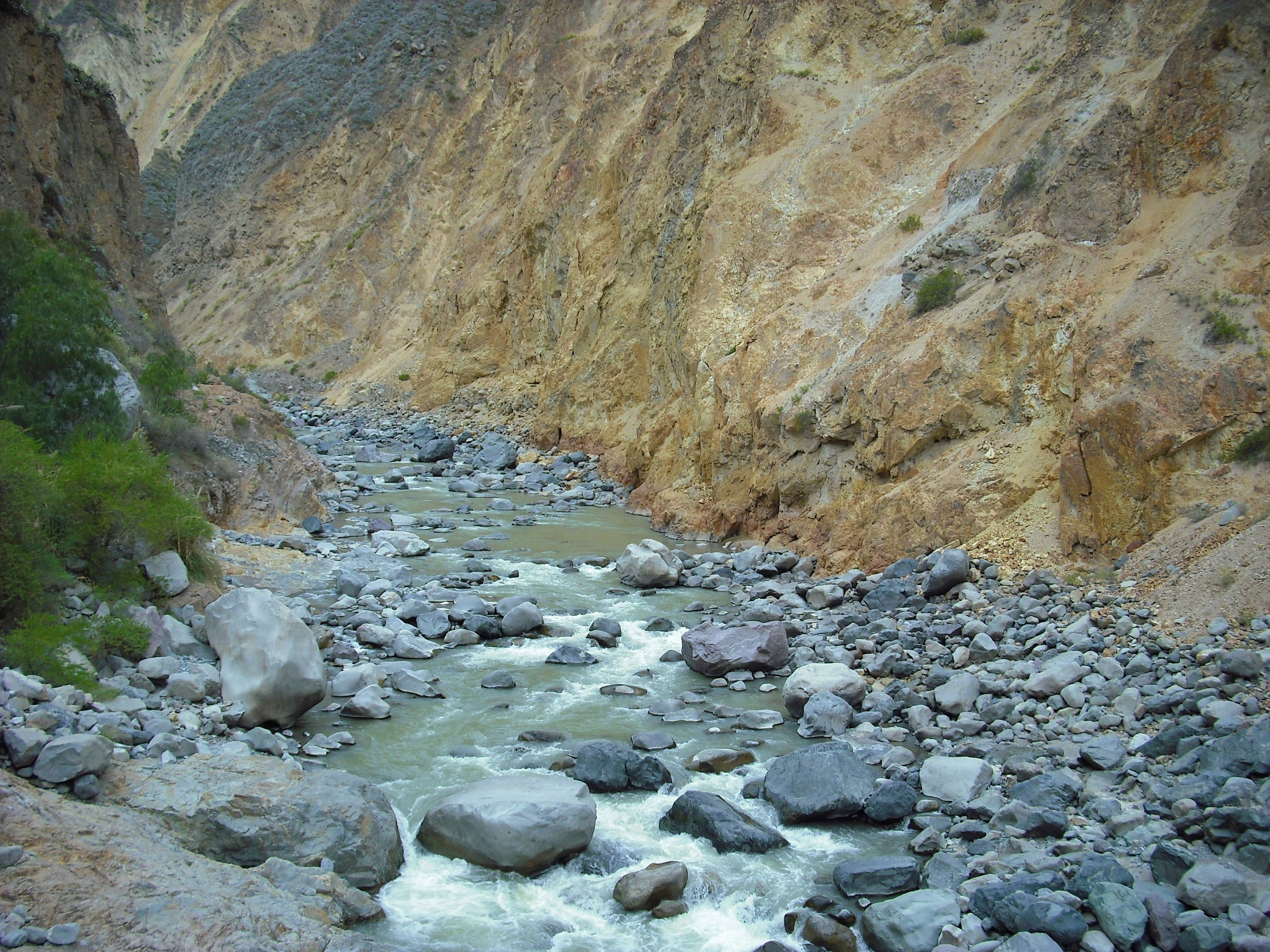
La rivière Colca
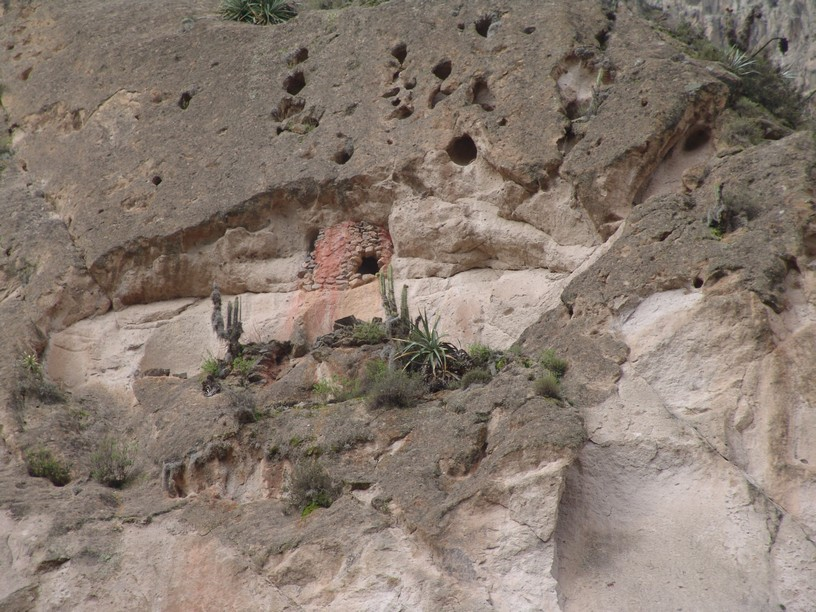
Tombes incas dans le canyon de Colca